# Anders Forsberg (politiker, Jönköpings län)
Anders Oskar Birger Forsberg, född 30 november 1914 i Stora Malm, Södermanlands län, död 14 mars 1979 i Vantör, var en svensk socialdemokratisk politiker.
Forsberg var ledamot av riksdagens andra kammare från 1957 i Jönköpings läns valkrets.